# Jimmy Evans
Jimmy Evans Oghenerukwe (Lagos, Nigeria; 13 de marzo de 1999) es un futbolista nigeriano. Juega como delantero y su equipo actual es Association Sportive Nancy-Lorraine del Championnat National de Francia.

## Trayectoria
Evans se unió a Rocha en 2019 después de acompañar a su amigo de Nigeria a las pruebas con el club. Ganó el título de Primera División Amateur de Uruguay en su primera temporada con el club.
En enero de 2022 se mudó a Danubio. Hizo su debut profesional con el club el 8 de febrero al marcar el único gol de su equipo en la victoria por 1-0 por el  Campeonato Uruguayo contra Cerrito.

## Clubes
Actualizado al último partido disputado el 6 de diciembre de 2024.
| Club                   | País          | Año           | Partidos | Goles |
| ---------------------- | ------------- | ------------- | -------- | ----- |
| Rocha                  | Uruguay       | 2019-2024     | 55       | 13    |
| → Danubio (cedido)     | Uruguay       | 2022          | 11       | 1     |
| → Mushuc Runa (cedido) | Ecuador       | 2023          | 27       | 2     |
| Betim Futebol          | Brasil        | 2024          | 0        | 0     |
| AS Nancy-Lorraine      | Francia       | 2024-Act.     | 7        | 1     |
| Total carrera          | Total carrera | Total carrera | 100      | 17    |

## Palmarés

### Campeonatos nacionales
| Título                   | Club    | País    | Año  |
| ------------------------ | ------- | ------- | ---- |
| Primera División Amateur | Danubio | Uruguay | 2019 |